# Nive River (vattendrag i Australien, Tasmanien)
Nive River är ett vattendrag i Australien. Det ligger i delstaten Tasmanien, i den sydöstra delen av landet, omkring 96 kilometer nordväst om delstatshuvudstaden Hobart.
I omgivningarna runt Nive River växer i huvudsak städsegrön lövskog. Trakten runt Nive River är nära nog obefolkad, med mindre än två invånare per kvadratkilometer. Genomsnittlig årsnederbörd är 1 078 millimeter. Den regnigaste månaden är september, med i genomsnitt 130 mm nederbörd, och den torraste är februari, med 46 mm nederbörd.